# Morti nel 1326
| Questa pagina contiene informazioni ricavate automaticamente dalle voci biografiche con l'ausilio del template Bio e di un bot. L'aggiornamento è periodico e automatico e ricostruisce completamente la pagina. Se manca una persona in questa lista, sei pregato di non aggiungerla, ma accertati piuttosto che la sua voce biografica contenga il template Bio e che i dati anagrafici siano correttamente compilati. Se il template Bio manca, inseriscilo tu stesso o, in alternativa, metti l'avviso {{tmp\|Bio}} che ne segnala la mancanza. Se i dati riportati sono sbagliati, correggi direttamente la voce biografica; le modifiche saranno visibili in questa lista entro pochi giorni. Per chiarimenti vedi il progetto biografie. La lista contiene solo le 28 persone che sono citate nell'enciclopedia e per le quali è stato implementato correttamente il template Bio. Pagina aggiornata al 18 mag 2025. |

- 10 febbraio - Chiara da Rimini, religiosa italiana (n. 1280)
- 28 febbraio - Leopoldo I d'Asburgo, duca (n. 1290)
- 29 aprile - Bianca di Borgogna, regina
- 6 maggio - Bernardo II di Świdnica, nobile
- 11 luglio - Bartolomeo Sinibuldi, vescovo cattolico italiano
- 26 luglio - Aldobrandino II d'Este, nobile italiano
- 26 luglio - Giberto III da Correggio, nobile italiano
- 1º agosto - Wartislao IV di Pomerania, nobile
- 3 agosto - Roger Mortimer di Chirk, nobile britannico
- 14 agosto - Pietro Colonna, cardinale italiano (n. 1260)
- 15 settembre - Demetrio di Tver', principe (n. 1299)
- 27 ottobre - Hugh le Despenser, I conte di Winchester, conte (n. 1261)
- 17 novembre - Edmund FitzAlan, IX conte di Arundel, nobile inglese (n. 1285)
- 24 novembre - Ugo Despenser il Giovane, pirata e nobile britannico (n. 1286)
- 21 dicembre - Pietro, monaco cristiano e arcivescovo ortodosso ucraino
- Bonaventura dei Bonacolsi, politico italiano
- Guglielmo Corvi, medico italiano (n. 1250)
- Davide di Hrodna, nobile lituano
- Pandolfo I Malatesta, italiano
- Marulla da Verona, nobile italiana
- Stefano Ladislao II, sovrano serbo (n. 1280)
- Osman I, ottomana (n. 1254)
- Giovanni Paleologo, nobile bizantino
- Ser Petracco, notaio italiano
- Reginaldo I di Gheldria, conte
- Guillaume Teste, cardinale e vescovo cattolico francese
- Ibn Abi Zarʿ, storico arabo
- Mondino dei Liuzzi, anatomista italiano (n. 1275)